# Хайди, добро пожаловать домой
«Хайди, добро пожаловать домой» (исп. Heidi, bienvenida a casa) — комедийный телесериал для подростков, снятый по мотивам одноимённой повести швейцарской писательницы Иоханны Спири, написанной в 1880 году. Многосерийный фильм является современной адаптацией классического произведения, герои которого были перенесены сценаристами в наши дни и реалии.
Премьера сериала состоялась 13 марта 2017 года в Латинской Америке на канале Nickelodeon (Latinoamérica), сериал выходил с понедельника по пятницу в 19:00.
3 марта 2017 года Mondo TV подтвердил, что сериал будет продлён ещё на два сезона.

## Сюжет

### Сезон 1
Новая история Хайди посвящена девушке, которая живёт в горах вместе со своим дедушкой, с лучшими друзьями и животными, пока её тётя Дете не приезжает, чтобы забрать её, чтобы жить в городе с целью осчастливит Клару Сесеманн, печальную девушку, которая потеряла всякий интерес к жизни, с тех пор как её мать покинула особняк, и по этой причине Клара больше не выходит из дома.

## В ролях

### Главные роли
- Кьяра Франсиа — Хайди[10][11][12][13]
- Мерседес Ламбре — Эмма Карради
- Викторио Далессандро — Торо / Торибио Гарсиа Ле Блан
- Марио Герси — Сантьяго Сесеманн / Ленни Ман
- Флоренсия Бенитес — Ингрид Роттермайер / Сьюзи Рот
- Виктория Рамос — Клара Сесеманн
- Мелиса Гарат — Максин Гарсиа Ле Блан
- Минерва Касеро — Морена
- Хоакин Очао — Лоло
- Панчо — Педро Карради
- Саньяга Ачаго — Джуниор
- Джоанна Франселла — Вики
- Николас Ди Пейс — Иманол / Оливер
- Николас Ридель — Борис
- Паулина Паттерсон — Соль
- София Моранди — Абриль
- Тисиано Франциа — Диего Карради
- Сол Эстеванес — Рита Суарес
- Адриана Салони — Паулина Гарсиа Ле Блан
- Моника Бруни — Дете
- Даниэл Кампоменоси — Улисес
- Фернандо Фернандес — Дедушка Хайди
- Пьетро Сорба — Пьетро
- Марджера Сили — Шейла
- Сантьяго Талледо — Клементе
- Пепе Мондже — Жерар Гарсиа Ле Блан
- Рафаэль Вальтер — Никанор / Великий кролик

### В сериях
- Камила Бинтурейра — Сеньора Ирис (5 серия)
- Факундо Лопес — Феликс (5, 14, 15, 16, 46, 51 серии)
- Родриго Сегура — Эстебан Перес Гил (11 серия)
- Хавьер Франсиа — Продюсер ТВ (16, 17 серии)
- Карла Ковасис — Ариадна (16, 17, 19, 21, 25 серии)
- Карлос Антонетти — Патрисио (16, 17, 18, 19, 21, 22, 25, 26, 29, 31, 33, 35, 36, 37, 40, 47, 50, 51, 53, 54, 60 серии)
- Сиро Корреа — Дедушка актёр (17 серия)
- Хорхе Монтеро — Директор (17 серия)
- Диего Гонсалес — Гордон (17 серия)
- Гонсало Барбадилло — Инспектор Гарайс (20, 22, 23, 46 серии)
- Эвелин Шилд — Мирта Сесеманн (23, 24, 25, 58, 60 серии)
- Мора Фуртадо — Мора (23 серия)
- Роксана Сане — Ирис (23, 24 серии)
- Дэвид Кордо — Нино Рафаэль (27, 28 серии)
- Адриан Феррейра — Анибаль (36, 37 серии)
- Микаэла Риера — Флор (37, 38, 39 серии)
- Соледад Сильвейра — Астрид Роттермайер (41, 42 серии)
- Томас Пасифико — Алан (43, 44 серии)
- Игнасио Штенберг — Граф Людовик (49, 60 серии)
- Роберто Стопелло — Браян (50 серия)
- Жулия Фунари — Тётя Селия (53 серия)
- Пато — Патрисио Арельяно (53 серия)
- Мартин — Мартин Делла Нина (53 серия)
- Нико — Николас Делла Нина (53 серия)
- Мигель Ангел Родригез — Чарли Фловерс (57 серия)
- Иманол Родригез — Джон Фловерс (57, 60 серии)

## Трансляции в других странах

### В России
В России премьера сериала состоялась 19 августа 2017 года на канале СТС Love, сериал выходил по выходным (суббота и воскресенье) в 09:00. В воскресенье, 31 декабря 2017 года, в 08:00 утра на канале СТС Love была показана 40-я серия, после чего канал оборвал показ, не показав оставшиеся 20 серий первого сезона сериала. Премьера сериала на канале «Рыжий» состоялась 7 декабря 2017 года в 13:55 и на этом канале были показаны все 60 серии первого сезона.

## Список сезонов
| Сезон | Сезон | Серии | Показ в Аргентине | Показ в Аргентине | Показ в России  | Показ в России |
| Сезон | Сезон | Серии | Премьера          | Финал             | Премьера        | Финал          |
| ----- | ----- | ----- | ----------------- | ----------------- | --------------- | -------------- |
|       | 1     | 60    | 13 марта 2017     | 2 июня 2017       | 19 августа 2017 | 2018           |

## Список серий

### Сезон 1
| Номер серии | Номер по сезону | Название серии                                 | Премьера в Аргентине | Премьера в России |
| ----------- | --------------- | ---------------------------------------------- | -------------------- | ----------------- |
| 1           | 1               | «Хайди, спустившаяся с гор»                    | 13 марта 2017        | 19 августа 2017   |
| 2           | 2               | «Хайди, тебе здесь не рады»                    | 14 марта 2017        | 20 августа 2017   |
| 3           | 3               | «Хайди плохо себя ведёт. Настоящая хулиганка!» | 15 марта 2017        | 26 августа 2017   |
| 4           | 4               | «Хайди и таинственный повар»                   | 16 марта 2017        | 27 августа 2017   |
| 5           | 5               | «Хайди и незабываемый праздник»                | 17 марта 2017        | 2 сентября 2017   |
| 6           | 6               | «Хайди и её друзья с гор»                      | 20 марта 2017        | 3 сентября 2017   |
| 7           | 7               | «Хайди и ЦРУ в поисках спрятанного сокровища»  | 21 марта 2017        | 9 сентября 2017   |
| 8           | 8               | «Хайди и призрак»                              | 22 марта 2017        | 10 сентября 2017  |
| 9           | 9               | «Хайди — исполнительница желаний»              | 23 марта 2017        | 16 сентября 2017  |
| 10          | 10              | «Лучший друг Хайди»                            | 24 марта 2017        | 17 сентября 2017  |
| 11          | 11              | «Месть Хайди и Клары»                          | 27 марта 2017        | 23 сентября 2017  |
| 12          | 12              | «Сумасшествие Хайди»                           | 28 марта 2017        | 24 сентября 2017  |
| 13          | 13              | «Хайди и жених для Роттермайер»                | 29 марта 2017        | 30 сентября 2017  |
| 14          | 14              | «Хайди и тот, кто ищет и находит»              | 30 марта 2017        | 1 октября 2017    |
| 15          | 15              | «Хайди и Морена — подруги на один день»        | 31 марта 2017        | 7 октября 2017    |
| 16          | 16              | «Хайди — городская девчонка?»                  | 3 апреля 2017        | 8 октября 2017    |
| 17          | 17              | «Слава Хайди»                                  | 4 апреля 2017        | 14 октября 2017   |
| 18          | 18              | «Хайди: из города в горы»                      | 5 апреля 2017        | 15 октября 2017   |
| 19          | 19              | «Хайди спасает гончих»                         | 6 апреля 2017        | 21 октября 2017   |
| 20          | 20              | «Хайди в поисках виновного»                    | 7 апреля 2017        | 22 октября 2017   |
| 21          | 21              | «Хайди и Абриль: дружба с первого взгляда»     | 10 апреля 2017       | 28 октября 2017   |
| 22          | 22              | «Шоко-группа Хайди»                            | 11 апреля 2017       | 29 октября 2017   |
| 23          | 23              | «Хайди и модная бабушка»                       | 12 апреля 2017       | 4 ноября 2017     |
| 24          | 24              | «Хайди и близнецы»                             | 13 апреля 2017       | 5 ноября 2017     |
| 25          | 25              | «Хайди и волчонок»                             | 14 апреля 2017       | 11 ноября 2017    |
| 26          | 26              | «Хайди и дворецкий»                            | 17 апреля 2017       | 12 ноября 2017    |
| 27          | 27              | «Хайди и прощай, Роттермайер»                  | 18 апреля 2017       | 18 ноября 2017    |
| 28          | 28              | «Хайди и операция "Возвращение"»               | 19 апреля 2017       | 19 ноября 2017    |
| 29          | 29              | «Хайди и Эмма в школе Сесеманна»               | 20 апреля 2017       | 25 ноября 2017    |
| 30          | 30              | «Хайди и городские гости»                      | 21 апреля 2017       | 26 ноября 2017    |
| 31          | 31              | «Хайди — сводница»                             | 24 апреля 2017       | 2 декабря 2017    |
| 32          | 32              | «Хайди и побег Клары»                          | 25 апреля 2017       | 3 декабря 2017    |
| 33          | 33              | «Хайди радует сеньора Сесеманна»               | 26 апреля 2017       | 9 декабря 2017    |
| 34          | 34              | «Удочерение Хайди»                             | 27 апреля 2017       | 10 декабря 2017   |
| 35          | 35              | «Хайди и секрет сеньориты Роттермайер»         | 28 апреля 2017       | 16 декабря 2017   |
| 36          | 36              | «Хайди и её друзья спасают особняк»            | 1 мая 2017           | 17 декабря 2017   |
| 37          | 37              | «Пока, Хайди, привет, Флор»                    | 2 мая 2017           | 23 декабря 2017   |
| 38          | 38              | «Спасение Хайди»                               | 3 мая 2017           | 24 декабря 2017   |
| 39          | 39              | «Хайди: добро пожаловать, Жерар!»              | 4 мая 2017           | 30 декабря 2017   |
| 40          | 40              | «Обман для Хайди»                              | 5 мая 2017           | 31 декабря 2017   |
| 41          | 41              | «Хайди, дочка на один день»                    | 8 мая 2017           | 2018              |
| 42          | 42              | «Хайди под опекой Роттермайер»                 | 9 мая 2017           | 2018              |
| 43          | 43              | «Хайди и Торо за одно»                         | 10 мая 2017          | 2018              |
| 44          | 44              | «Выход запрещён»                               | 11 мая 2017          | 2018              |
| 45          | 45              | «С днём рождения, Хайди»                       | 12 мая 2017          | 2018              |
| 46          | 46              | «Где же, Хайди?»                               | 15 мая 2017          | 2018              |
| 47          | 47              | «Хайди — кондитер»                             | 16 мая 2017          | 2018              |
| 48          | 48              | «Хайди и день экологии»                        | 17 мая 2017          | 2018              |
| 49          | 49              | «Хайди в детском приюте тёти Деты»             | 18 мая 2017          | 2018              |
| 50          | 50              | «Хайди — провидица»                            | 19 мая 2017          | 2018              |
| 51          | 51              | «Хайди и известность Клары»                    | 22 мая 2017          | 2018              |
| 52          | 52              | «Кто лучшая Хайди?»                            | 23 мая 2017          | 2018              |
| 53          | 53              | «Хайди, шоколад, любовь и рок»                 | 24 мая 2017          | 2018              |
| 54          | 54              | «Хайди икает»                                  | 25 мая 2017          | 2018              |
| 55          | 55              | «Агент 008\2, она же Хайди»                    | 26 мая 2017          | 2018              |
| 56          | 56              | «Хайди и агенты против зла»                    | 29 мая 2017          | 2018              |
| 57          | 57              | «Хайди — служанка на один день»                | 30 мая 2017          | 2018              |
| 58          | 58              | «Хайди и девочки, которые меняются ролями»     | 31 мая 2017          | 2018              |
| 59          | 59              | «Хайди и добро пожаловать на Хэллоуин»         | 1 июня 2017          | 2018              |
| 60          | 60              | «Хайди, из города в горы»                      | 2 июня 2017          | 2018              |

## Музыка
| №   | Название                        | Исполнитель(и)                  | Длительность |
| --- | ------------------------------- | ------------------------------- | ------------ |
| 1.  | «Un Lugar Mejor»                | Кьяра Франсиа                   | 2:41         |
| 2.  | «El Sabor de la Ilusión»        | Кьяра Франсиа и Мерседес Ламбре | 1:06         |
| 3.  | «Una Gota de Variedad»          | Кьяра Франсиа и Минерва Касеро  | 2:52         |
| 4.  | «Fuera de Aquí»                 | Минерва Касеро                  | 2:19         |
| 5.  | «Pienso»                        | Викторио Далессандро            | 3:12         |
| 6.  | «Mi Realidad»                   | Мерседес Ламбре                 | 3:25         |
| 7.  | «Abuelito»                      | Кьяра Франсиа                   | 3:36         |
| 8.  | «1, 2, 3»                       | Флоренсия Бенитес               | 2:44         |
| 9.  | «Oh La La»                      | Мелиса Гарат                    | 1:46         |
| 10. | «Corre»                         | Кьяра Франсиа                   | 2:59         |
| 11. | «Quiero Enamorarme»             | Джоанна Франселла               | 2:30         |
| 12. | «No Tengo Tiempo para un Novio» | Мерседес Ламбре                 | 2:09         |
| 13. | «Agente Secreto»                | Николас Ридель                  | 2:26         |
| 14. | «A Un Lugar Final»              | Весь актёрский состав           | 2:57         |

## Премии и номинации
| Год  | Премия                        | Категория                   | Номинант                              | Результат |
| ---- | ----------------------------- | --------------------------- | ------------------------------------- | --------- |
| 2017 | Kids’ Choice Awards México    | Любимая программа           | Хайди, добро пожаловать домой         | Номинация |
| 2017 | Kids’ Choice Awards Colombia  | Любимая актриса             | Мерседес Ламбре                       | Номинация |
| 2017 | Kids’ Choice Awards Argentina | Любимая актриса             | Мерседес Ламбре                       | Номинация |
| 2017 | Kids’ Choice Awards Argentina | Любимый актёр               | Хоакин Очао                           | Номинация |
| 2017 | Kids’ Choice Awards Argentina | Серия или любимая программа | Хайди, добро пожаловать домой         | Номинация |
| 2017 | Kids’ Choice Awards Argentina | Модный парень               | Викторио Далессандро                  | Номинация |
| 2017 | Kids’ Choice Awards Argentina | Любимая пара                | Викторио Далессандро и Виктория Рамос | Номинация |
| 2017 | Kids’ Choice Awards Argentina | Любимая пара                | Николас Ридель и Мелиса Гарат         | Номинация |